# Hapithus melodius
Hapithus melodius är en insektsart som beskrevs av Walker, T.J. 1977. Hapithus melodius ingår i släktet Hapithus och familjen syrsor. Inga underarter finns listade i Catalogue of Life.